# 帕爾斯特萊斯萬德山

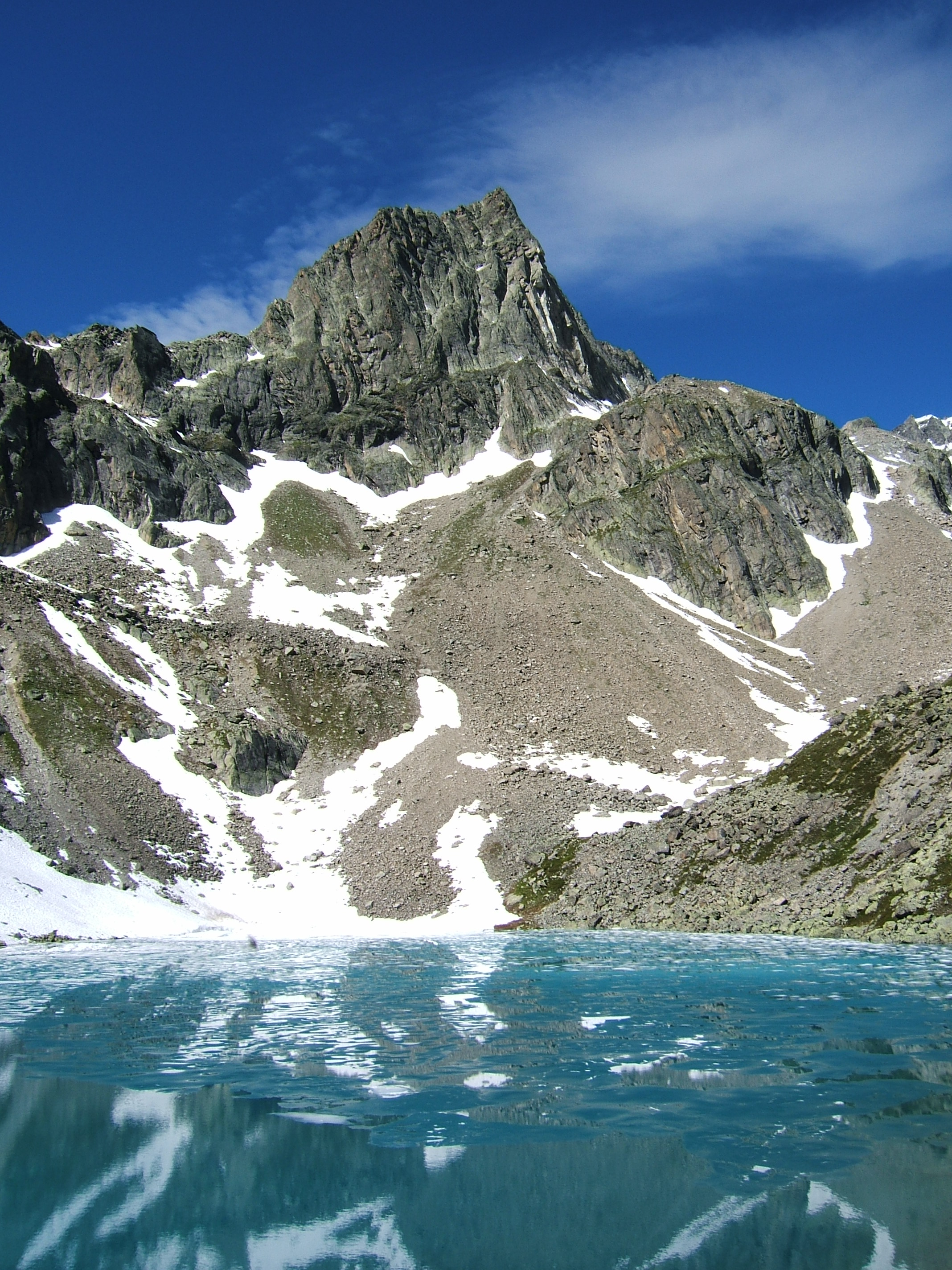
帕爾斯特萊斯萬德山

46°59′57″N 10°48′57″E / 46.99928°N 10.815697°E
帕爾斯特萊斯萬德山（德語：Parstleswand），是奧地利的山峰，位於該國西部，由蒂羅爾州負責管轄，屬於奧茨塔爾阿爾卑斯山脈的一部分，距離費爾派爾峰0.4公里，海拔高度3,096米。